# Заслуженный архитектор Республики Беларусь
«Заслуженный архитектор Республики Беларусь» (бел. Заслужаны архітэктар Рэспублікі Беларусь) — почётное звание в Республике Беларусь. Присваивается по распоряжению Президента Республики Беларусь профессиональным архитекторам за заслуги в развитии архитектуры.

## Порядок присваивания

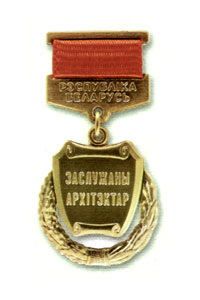
Изображение награды до 2020 года

Присваиванием почётных званий Республики Беларусь занимается Президент Республики Беларусь, решение о присвоении оформляется его указами. Государственные награды (в том числе почётные звания) вручает лично Президент либо его представители. Присваивание почётных званий Республики Беларусь производится на торжественной церемонии, государственная награда вручается лично награждённому, а в случае присваивания почётного звания выдаётся и свидетельство. Лицам, удостоенным почётных званий Республики Беларусь, вручают нагрудный знак.

## Требования
Почетное звание «Заслуженный архитектор Республики Беларусь» присваивается высокопрофессиональным архитекторам, работающим в области архитектуры не менее 15 лет, за заслуги в развитии архитектуры, разработке проектов, создании архитектурных комплексов, зданий и сооружений, реставрации памятников культуры и подготовке архитектурных кадров.